# Урук
Урук (Арамејском: אֶרֶךְ  'Ерех) је антички град у Сумеру и касном Вавилону. Налазио се источно од данашњег корита Еуфрата, на линиј старог канала Нил, у регији мочвара, око 30 километра источно од Ас Самаваха у Ираку. На врхунцу моћи Урук је имао 50.000 до 60.000 становника, који су живели унутар зидина површине 6 km², па је био највећи град на свету у то време (око 3000. п. н. е.). Био је један од првих густо насељених градова. 

## Оснивање, Гилгамеш
Познат је такође по најстаријем сектору као Кулаб, Кулаба или Унуг Кулаба и био је један од најстаријих и најзначајнијих градова Сумера. Према сумерском списку краљева Урук је основао краљ Енмеркар. У епу Енмеркар господар Арата каже се да је Енмеркар дао да се изгради чувени храм Еана, који је био посвећен божици Инана (касније Иштар). Преживела је огромна архива храма, која садржи документе из неовавилонског периода. Види се да је храм био центар за редистрибуцију и да су у случају глади породице знале своју децу понудити да буду облати храма. 
Био је главни град Гилгамеша, хероја епа о Гилгамешу. Према Библији Ерех (Урук) је био други град, кога је основао Нимрод у Шинару. 
Урук је био велики град већ 3500. п. н. е. и тај период касног Урука трајао је до 3000. п. н. е.

## Значај
Урук је играо важну улогу у политичкој историји Сумера од најранијег доба, с обзиром да је вршио хегемонију још пре времена када се појавио Саргон од Акада. Касније је играо важну улогу у борби Сумера и Вавилона против Елама до 2004. п. н. е., када је тешко страдао. Сећања на неке од тих сукоба уобличена су у епу о Гилгамешу и до нас долазе у тој књижевној форми. 
Опенхајм тврди " У Уруку, у јужној Месопотамији сумерска цивилизација је изгледа досегла свој стваралачки врхунац. То се може видети из вишеструких референци на овај град у верским, а поготово у књижевним текстовима, укључујући оне митолошкога садржаја. Историјска традиција сачувана у списку сумерских краљева то потврђује. Изгледа да се центар политичке моћи од Урука преместио у Ур."

## Ископавања
Урук је откопао немачки тим под водством Јулиуса Јордана пред Први светски рат. Вратили су се 1928. и наставили су са ископавањима до 1939, па су се поново вратили 1954. под водством Х. Ленцена и вршили су систематска истраживања у годинама после тога. Та ископавања открила су ране сумерске документе и велику колекцију плоча из селеукидског периода, а то је објавио Адам Фалкенштајн и други немачки епиграфисти.